# 加松角 (佛羅里達州)
加松角（英語：Garcon Point）是位於美國佛羅里達州聖羅薩縣的一個人口普查指定地區，坐落於加松角半島。

## 地理
加松角的座標為30°28′33″N 87°05′24″W / 30.47583°N 87.09000°W，而該地最高點為海拔高度2米（即7英尺）。

## 人口
根據2010年美國人口普查的數據，加松角的面積為5.02平方千米，當中陸地面積為4.89平方千米，而水域面積為0.13平方千米。當地共有人口347人，而人口密度為每平方千米69人。